# Żuraw australijski
Żuraw australijski (Antigone rubicunda) – gatunek dużego ptaka z rodziny żurawi (Gruidae). Zamieszkuje Australię i Nową Gwineę. Nie jest zagrożony wyginięciem.

## Taksonomia
Jest to gatunek monotypowy. Ptaki z północy zasięgu proponowano wydzielić do podgatunku argentea, ale nie jest on obecnie akceptowany.

## Charakterystyka

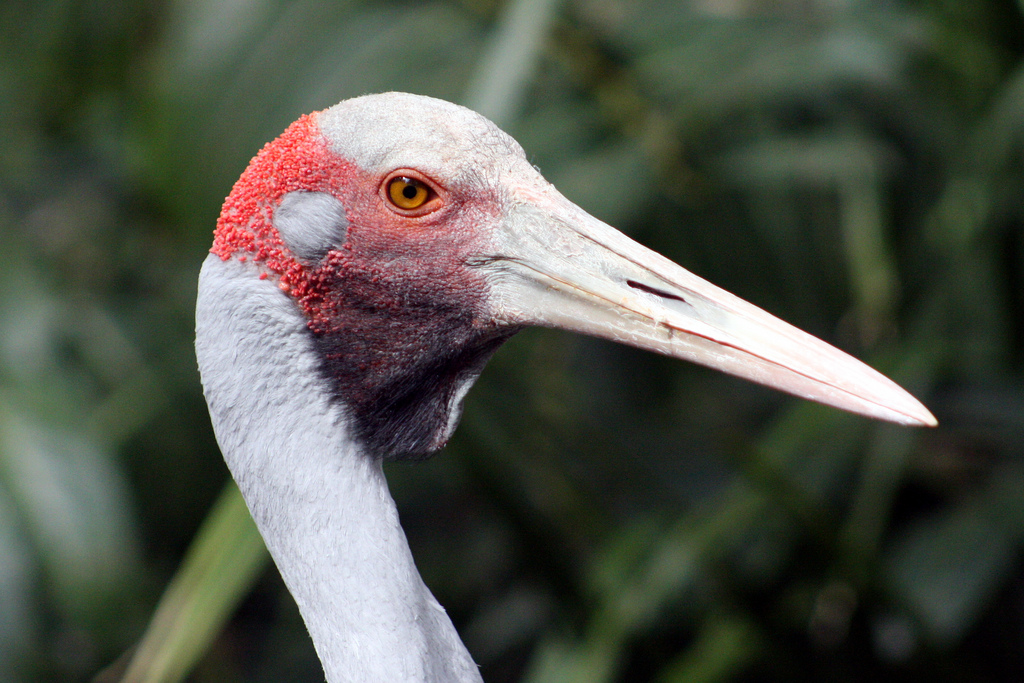
Zbliżenie głowy

Wygląd zewnętrznyDuży ptak o upierzeniu ciała srebrnoszarym. Przedłużone wewnętrzne lotki ramieniowe zwisają jako kiść przypominająca ogon. Lotki dłoniowe są czarne. Nieopierzona głowa na czole i górnej części jest jasnoszara, a na policzkach i z tyłu czerwona. Długie, czarne, podobne do włosów pióra tworzą brodę. Długie nogi są koloru ciemnoszarego. Głowa młodych osobników jest początkowo całkowicie opierzona i szara lub jasnobrązowa.
Rozmiarydługość ciała: około 160 cm, wysokość ciała: 100–120 cm, rozpiętość skrzydeł: 200–230 cm
Masa ciałasamce 4761–8729 g, samice 3628–7255 g
ZachowanieW czasie poru suchej koczują i odbywają krótkie wędrówki. Ptaki te przebywają w większych grupach. Nocują w płytkiej wodzie i w ciągu dnia szukają pożywienia. Ptaki latają z wyprostowaną szyją, a nogi sięgają daleko poza krótki ogon. Trąbiące głosy wydawane są zarówno w locie, jak i na ziemi.

## Zasięg występowania
Żuraw australijski zamieszkuje północną, środkową i wschodnią Australię, we wschodniej Australii osiąga wybrzeże południowe. Nielicznie gniazduje na Nowej Gwinei (w dorzeczach rzek Sepik i Fly).

## Środowisko
Płytkie i rozległe tereny bagniste, obszary zalane; występuje na łąkach, pastwiskach i nieużytkach.

## Pożywienie
Do wygrzebywania pokarmu używają silnych dziobów. Żywią się podziemnymi pędami i korzeniami roślin bagiennych. Dietę uzupełniają owadami, ślimakami i małymi kręgowcami, jak również jedzą zboże i inne uprawy polowe.

## Lęgi

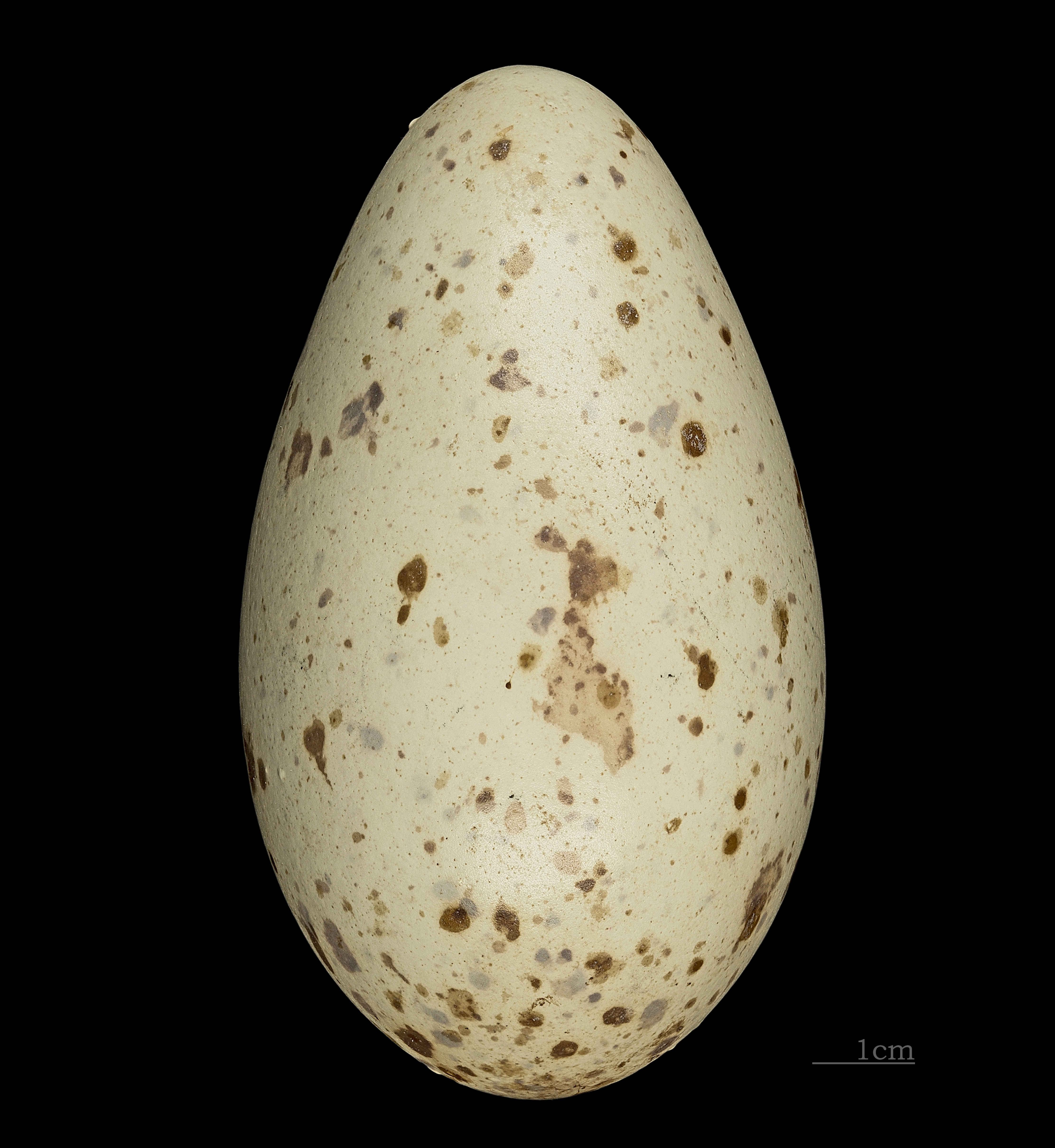
Jajo z kolekcji muzealnej

Zachowania godoweSamce i samice tokują, wykonując taniec godowy. Skaczą z wygiętymi skrzydłami, wydając trąbiące głosy, wyginając szyję i wyrzucają głowę do góry, aż dziób skierowany jest pionowo w górę.
GniazdoBudują duże gniazda zbudowane z materiału roślinnego leżące zazwyczaj w płytkiej wodzie lub na małej wyspie. Czasami składają jaja bezpośrednio na gołej ziemi.
Jaja i wysiadywanieSamica składa zazwyczaj dwa jaja (rzadziej jedno). W wysiadywaniu jaj biorą udział obydwoje rodzice przez okres 28–30 dni.
PisklętaPo 2–3 dniach młode opuszczają gniazdo. W razie niebezpieczeństwa chowają się wśród roślinności w najbliższym otoczeniu. Rodzina pozostaje w płytkiej wodzie lub na terenach wilgotnych. Młode są karmione przez rodziców około roku, lecz same już polują na owady i inne małe zwierzęta. Gdy nauczą się latać, jeszcze przez dłuższy czas zostają z rodzicami.

## Status
IUCN uznaje żurawia australijskiego za gatunek najmniejszej troski (LC, Least Concern) nieprzerwanie od 1988 roku. Liczebność populacji w latach 1990. szacowano na około 20–100 tysięcy osobników, w 2019 roku na 50–100 tysięcy osobników. Globalny trend liczebności uznawany jest za prawdopodobnie stabilny.